# (14309) Дефой
(14309) Дефой (лат. Defoy) — астероид, относящийся к группе астероидов, пересекающих орбиту Марса. Он был открыт 22 сентября 1908 года австрийским астрономом Иоганном Пализой в Венской обсерватории и назван в честь Ильзы Дефой, матери немецкого астронома Иоахима Шубарта (нем. Joachim Schubart).

Орбита астероида Дефой и его положение в Солнечной системе